# Дева Мария Ливанская (Джуния)
Дева Мария Ливанская — название памятника, который является важным паломническим центром ливанских христиан. Памятник находится в 20 километрах от Бейрута в городе Джуния на вершине холма Хариса на высоте 650 метров над уровнем моря. Памятник посвящён иконе «Дева Мария Ливанская».
Статуя была изготовлена во Франции в 1907 году и установлена на горе Харисса в 1908 году и с того времени является важным паломническим центром для христиан. С интересом посещают это место и мусульмане.
Бронзовая статуя Девы Марии Ливанской высотой 8,5 метра окрашена в белый цвет и располагается на вершине каменной конусовидной башни. К статуе ведёт спиралевидный подъём. Статуя весит 15 тонн. Высота башни составляет 20 метров, в основании она имеет 64 метра в диаметре. Верхняя часть башни имеет в диаметре 12 метров. Внутри башни — действующий костёл.
Поблизости от памятника находится маронитская церковь в современном стиле.
10 мая 1997 года статую посетил Римский папа Иоанн Павел II.

## Ссылки

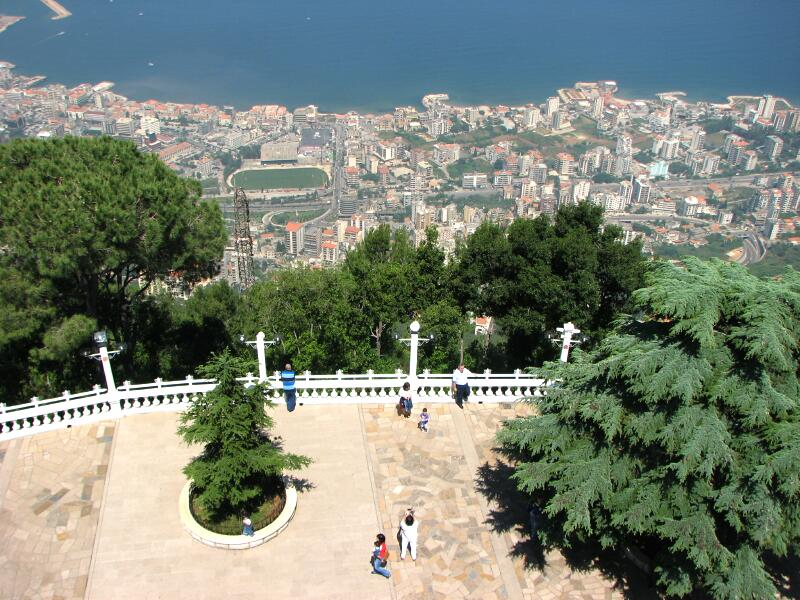
Вид города Джунии с вершины памятника